# 黃德雅
黃德雅（1942年8月21日—），越南共和國時期政治人物。黃德雅是越南第二共和國時期總統阮文紹的親戚，曾任民運與招撫部長和阮文紹的顧問。1975年越南共和國滅亡前黃德雅乘坐飛機離開西貢，後定居於美國。

## 生平
1942年8月21日，黃德雅出生於越南寧順道（一说1941年生於富安省）的一個小型米商家庭中。他是后来出任越南共和國總統的阮文紹的表弟（有媒體稱黃德雅爲阮文紹的姪子，黃德雅對此向美國之音作出過澄清）。
1974年10月24日，黃德雅、商貿與工業部長阮德強、財政部長周金仁和農業部長尊室呈四位部長辭職。
1975年後定居美國，於2012年退休，居住在芝加哥。

## 個人生活

### 家庭
哥哥黃德寧（Hoàng Đức Ninh，1931年－2022年）爲越南共和國空降兵上校，曾因被指控操縱選舉而失去省長一職，飽受爭議。

## 榮譽
- 大綬景星勳章[12]

## 外部鏈接
- Thanh Phương. . Tạp chí Việt Nam, RFI. 2015-04-27  [2023-11-26]. （原始内容存档于2024-01-17） （越南语）.